# Nebelhorn Trophy de 2008
Nebelhorn Trophy de 2008 foi a quadragésima edição do Nebelhorn Trophy, um evento anual de patinação artística no gelo organizado pela União Alemã de Patinação no Gelo (em alemão:  Deutsche Eislauf-Union). A competição foi disputada entre os dias 25 de setembro e 29 de setembro, na cidade de Oberstdorf, Alemanha.

## Eventos
- Individual masculino
- Individual feminino
- Duplas
- Dança no gelo

## Medalhistas
| Evento                        | Ouro                                          | Prata                                        | Bronze                                           |
| Individual masculino detalhes | Nobunari Oda · Japão                          | Michal Březina · República Tcheca            | Yannick Ponsero · França                         |
| Individual feminino detalhes  | Alissa Czisny · Estados Unidos                | Laura Lepistö · Finlândia                    | Akiko Suzuki · Japão                             |
| Duplas detalhes               | Aliona Savchenko · Robin Szolkowy · Alemanha  | Maria Mukhortova · Maxim Trankov · Rússia    | Tatiana Volosozhar · Stanislav Morozov · Ucrânia |
| Dança no gelo detalhes        | Emily Samuelson · Evan Bates · Estados Unidos | Alexandra Zaretski · Roman Zaretski · Israel | Jane Summersett · Todd Gilles · Estados Unidos   |

## Resultados

### Individual masculino
| Pos.              | Nome                | Nacionalidade    | Pontos | PC         | PL          |
| ----------------- | ------------------- | ---------------- | ------ | ---------- | ----------- |
| Medalha de ouro   | Nobunari Oda        | Japão            | 224.67 | 77.91 (1)  | 146.76 (1)  |
| Medalha de prata  | Michal Březina      | República Tcheca | 220.29 | 75.84 (2)  | 144.45 (2)  |
| Medalha de bronze | Yannick Ponsero     | França           | 197.71 | 61.79 (8)  | 135.92 (3)  |
| 4                 | Tomáš Verner        | República Tcheca | 197.38 | 70.65 (3)  | 126.73 (4)  |
| 5                 | Anton Kovalevski    | Ucrânia          | 179.92 | 62.03 (6)  | 117.89 (5)  |
| 6                 | Jeremy Ten          | Canadá           | 170.58 | 64.06 (4)  | 106.52 (9)  |
| 7                 | Scott Smith         | Estados Unidos   | 168.77 | 58.39 (10) | 110.38 (8)  |
| 8                 | Dennis Phan         | Estados Unidos   | 168.40 | 62.11 (5)  | 106.29 (10) |
| 9                 | Peter Liebers       | Alemanha         | 166.06 | 53.49 (13) | 112.57 (7)  |
| 10                | Viktor Pfeifer      | Áustria          | 165.98 | 51.23 (16) | 114.75 (6)  |
| 11                | Konstantin Menshov  | Rússia           | 164.97 | 61.81 (7)  | 103.16 (11) |
| 12                | Ivan Tretiakov      | Rússia           | 154.95 | 52.87 (14) | 101.26 (12) |
| 13                | Igor Macypura       | Eslováquia       | 152.36 | 59.34 (9)  | 93.02 (17)  |
| 14                | Przemysław Domański | Polônia          | 150.65 | 54.19 (12) | 96.46 (14)  |
| 15                | Joey Russell        | Canadá           | 148.83 | 56.89 (11) | 91.94 (18)  |
| 16                | Mikael Redin        | Suíça            | 147.79 | 50.06 (17) | 97.73 (13)  |
| 17                | Martin Liebers      | Alemanha         | 146.21 | 52.10 (15) | 94.11 (15)  |
| 18                | Clemens Brummer     | Alemanha         | 143.72 | 50.03 (18) | 93.69 (16)  |
| 19                | Maciej Cieplucha    | Polônia          | 128.85 | 46.07 (19) | 82.78 (19)  |
| 20                | Mikko Minkkinen     | Finlândia        | 124.21 | 42.23 (20) | 81.98 (20)  |
| 21                | Justus Strid        | Dinamarca        | 122.11 | 40.78 (21) | 81.33 (21)  |
| 22                | Luka Čadež          | Eslovênia        | 113.53 | 36.01 (24) | 77.52 (22)  |
| 23                | Maxim Shipov        | Israel           | 107.34 | 37.99 (22) | 69.35 (23)  |
| 24                | Mark Webster        | Austrália        | 96.13  | 37.16 (23) | 58.97 (24)  |
| WD                | Luis Hernández      | México           | —      | — (WD)     |             |

### Individual feminino
| Pos.              | Nome                    | Nacionalidade    | Pontos | PC         | PL         |
| ----------------- | ----------------------- | ---------------- | ------ | ---------- | ---------- |
| Medalha de ouro   | Alissa Czisny           | Estados Unidos   | 168.28 | 56.55 (1)  | 111.73 (1) |
| Medalha de prata  | Laura Lepistö           | Finlândia        | 154.21 | 55.04 (2)  | 99.17 (2)  |
| Medalha de bronze | Akiko Suzuki            | Japão            | 146.93 | 55.02 (3)  | 91.91 (3)  |
| 4                 | Jelena Glebova          | Estônia          | 131.63 | 50.24 (4)  | 81.39 (7)  |
| 5                 | Jenna Mccorkell         | Reino Unido      | 128.67 | 46.12 (6)  | 82.55 (4)  |
| 6                 | Myriane Samson          | Canadá           | 127.35 | 45.57 (7)  | 81.78 (6)  |
| 7                 | Kim Na-young            | Coreia do Sul    | 123.65 | 41.78 (9)  | 81.87 (5)  |
| 8                 | Annette Dytrt           | Alemanha         | 117.67 | 46.98 (5)  | 70.69 (12) |
| 9                 | Sarah Hecken            | Alemanha         | 113.77 | 36.18 (12) | 77.59 (8)  |
| 10                | Kristin Wieczorek       | Alemanha         | 112.70 | 36.73 (11) | 75.97 (9)  |
| 11                | Katharina Häcker        | Alemanha         | 110.76 | 41.16 (10) | 69.60 (14) |
| 12                | Constanze Paulinus      | Alemanha         | 109.23 | 33.96 (15) | 75.27 (10) |
| 13                | Chrissy Hughes          | Estados Unidos   | 108.97 | 35.43 (14) | 73.54 (11) |
| 14                | Tuğba Karademir         | Turquia          | 108.03 | 44.83 (8)  | 63.20 (15) |
| 15                | Alexandra Ievleva       | Rússia           | 106.59 | 36.11 (13) | 70.48 (13) |
| 16                | Nella Simaová           | República Tcheca | 95.63  | 33.53 (16) | 62.10 (17) |
| 17                | Bettina Heim            | Suíça            | 94.71  | 31.84 (17) | 62.87 (16) |
| 18                | Ana Cecilia Cantu       | México           | 88.06  | 29.53 (21) | 58.53 (18) |
| 19                | Victoria Muniz          | Porto Rico       | 86.98  | 31.55 (19) | 55.43 (19) |
| 20                | Emma Hagieva            | Azerbaijão       | 85.23  | 31.39 (20) | 53.84 (21) |
| 21                | Radka Bártová           | Eslováquia       | 81.31  | 26.20 (22) | 55.11 (20) |
| 22                | Aneta Michałek          | Polônia          | 76.93  | 31.56 (18) | 45.37 (22) |
| WD                | Anastasia Gimazetdinova | Uzbequistão      | —      | — (WD)     |            |

### Duplas
| Pos.              | Nome                                       | Nacionalidade  | Pontos | PC         | PL         |
| ----------------- | ------------------------------------------ | -------------- | ------ | ---------- | ---------- |
| Medalha de ouro   | Aliona Savchenko / Robin Szolkowy          | Alemanha       | 183.22 | 67.73 (1)  | 115.49 (1) |
| Medalha de prata  | Maria Mukhortova / Maxim Trankov           | Rússia         | 168.80 | 62.52 (2)  | 106.28 (2) |
| Medalha de bronze | Tatiana Volosozhar / Stanislav Morozov     | Ucrânia        | 156.08 | 61.02 (3)  | 95.06 (4)  |
| 4                 | Caydee Denney / Jeremy Barrett             | Estados Unidos | 149.55 | 52.11 (4)  | 97.44 (3)  |
| 5                 | Ekaterina Sheremetieva / Mikhail Kuznetsov | Rússia         | 138.02 | 48.15 (6)  | 89.87 (5)  |
| 6                 | Caitlin Yankowskas / John Coughlin         | Estados Unidos | 133.48 | 51.26 (5)  | 82.22 (7)  |
| 7                 | Rachel Kirkland / Eric Radford             | Canadá         | 131.45 | 48.04 (7)  | 83.41 (6)  |
| 8                 | Kyra Moscovitch / Dylan Moscovitch         | Canadá         | 123.13 | 45.65 (8)  | 77.48 (9)  |
| 9                 | Laura Magitteri / Ondřej Hotárek           | Itália         | 119.88 | 41.53 (10) | 78.35 (8)  |
| 10                | Krystyna Klimczak / Janusz Karweta         | Polônia        | 113.14 | 44.31 (9)  | 68.83 (10) |
| 11                | Hayley Anne Sacks / Vadim Akolzin          | Israel         | 92.69  | 36.07 (11) | 56.62 (12) |
| 12                | Jessica Crenshaw / Chad Tsagris            | Grécia         | 92.23  | 34.36 (12) | 57.87 (11) |
| WD                | Marina Aganina / Dmitri Zobnin             | Uzbequistão    | —      | — (WD)     |            |

### Dança no gelo
| Pos.              | Nome                                        | Nacionalidade    | Pontos | DC         | DO         | DL         |
| ----------------- | ------------------------------------------- | ---------------- | ------ | ---------- | ---------- | ---------- |
| Medalha de ouro   | Emily Samuelson / Evan Bates                | Estados Unidos   | 176.15 | 34.53 (2)  | 53.36 (1)  | 88.26 (1)  |
| Medalha de prata  | Alexandra Zaretski / Roman Zaretski         | Israel           | 168.59 | 34.93 (1)  | 48.70 (3)  | 84.96 (2)  |
| Medalha de bronze | Jane Summersett / Todd Gilles               | Estados Unidos   | 163.53 | 30.54 (3)  | 48.99 (2)  | 84.00 (3)  |
| 4                 | Andrea Chong / Guillame Gfeller             | Canadá           | 151.42 | 29.35 (6)  | 46.24 (4)  | 75.83 (4)  |
| 5                 | Julia Zlobina / Alexei Sitnikov             | Rússia           | 145.41 | 29.46 (5)  | 42.86 (8)  | 73.09 (5)  |
| 6                 | Kamila Hájková / David Vincour              | República Tcheca | 144.19 | 28.72 (7)  | 45.83 (6)  | 69.64 (6)  |
| 7                 | Carolina Hermann / Daniel Hermann           | Alemanha         | 142.28 | 26.92 (8)  | 45.95 (5)  | 69.41 (7)  |
| 8                 | Siobhan Karam / Kevin O'Keefe               | Canadá           | 138.57 | 30.44 (4)  | 45.25 (7)  | 62.88 (11) |
| 9                 | Phillipa Towler-Green / Phillip Poole       | Reino Unido      | 133.24 | 24.95 (11) | 39.06 (10) | 69.23 (8)  |
| 10                | Christina Chitwood / Mark Hanretty          | Reino Unido      | 132.03 | 25.55 (9)  | 41.50 (9)  | 64.98 (10) |
| 11                | Alina Saprikina / Pavel Khimich             | Ucrânia          | 126.92 | 25.55 (10) | 35.66 (12) | 65.71 (9)  |
| 12                | Leonie Krail / Oscar Peter                  | Suíça            | 119.28 | 22.62 (12) | 37.02 (11) | 59.64 (12) |
| 13                | Christa-Elizabeth Goulakos / Bradley Yaeger | Grécia           | 105.03 | 20.27 (13) | 32.32 (13) | 52.44 (13) |
| 14                | Nadine Ahmed / Bruce Porter                 | Azerbaijão       | 94.72  | 18.39 (14) | 30.22 (14) | 46.11 (14) |

## Quadro de medalhas
| Ordem | País             | Medalha de ouro | Medalha de prata | Medalha de bronze |    | Ordem por total |
| ----- | ---------------- | --------------- | ---------------- | ----------------- | -- | --------------- |
| 1     | Estados Unidos   | 2               |                  | 1                 | 3  | 1               |
| 2     | Japão            | 1               |                  | 1                 | 2  | 2               |
| 3     | Alemanha         | 1               |                  |                   | 1  | 3               |
| 4     | Finlândia        |                 | 1                |                   | 1  | 3               |
| 4     | Israel           |                 | 1                |                   | 1  | 3               |
| 4     | República Tcheca |                 | 1                |                   | 1  | 3               |
| 4     | Rússia           |                 | 1                |                   | 1  | 3               |
| 8     | França           |                 |                  | 1                 | 1  | 3               |
| 8     | Ucrânia          |                 |                  | 1                 | 1  | 3               |
| TOTAL | TOTAL            | 4               | 4                | 4                 | 12 | —               |